# Escultura de Sant Miquel
Escultura de Sant Miquel és una escultura de fusta policromada amb la imatge de sant Miquel Arcàngel vencent el dimoni, que es conserva al Museu de Granollers.

## Composició
El sant va abillat amb casc i cuirassa militar que deixa visibles les mànigues de la camisa i la faldilla. Va calçat amb botes fins a mitja cama i duu un mantell creuat i nuat a la banda esquerra, que cau per darrere lleugerament inclinat i genera un cert moviment en la figura, emfasitzat per la disposició avançada del peu dret i la mà que subjecta l'escut amb la inscripció Quis ut deus. L'altra mà, alçada, subjecta una llança daurada, exempta de la talla principal.
Sota els peus, trepitjat i vençut, es troba el dimoni, una figura alada amb un rostre grotesc i barbat: gran nas, orelles llargues i apuntades i boca deforme i ampla. Són uns trets característics del diable, com les banyes o el color vermell de les carnacions. El cos, de forma humana, es mostra nu amb una curta pellissa que el cobreix a manera de faldilla; és robust i s'hi intueix un intent de marcar l'anatomia.
Les dues figures han estat tallades en un sol bloc de fusta, probablement alba, treballada frontalment. El darrere és llis, fet que demostra que estava adossada, probablement a un retaule. Uns talls nets en el lateral esquerre van escapçar l'acabat dels plecs del vestit i de la capa del sant, com també les cames del diable, tal vegada per ajustar la figura en l'espai d'ubicació.
La talla és correcta, però poc reeixida pel que fa a proporcions, sobretot les dimensions de les mans del sant, una de les quals, darrere l'escut, és simplement esbossada. El treball és més acurat en els rostres i en els plecs de les robes. Amb tot, no deixa de tenir un cert aire popular. La composició de les figures -el dimoni, en un marcat escorç, perpendicular a l'eix del sant, i aquest lleugerament inclinat endavant- referma que l'obra va ser concebuda per ser vista des de baix i col·locada a una certa alçada.
La policromia, moltes vegades realitzada per mans diferents a les del tallista, és força rica. Cal destacar-ne l'ús de la plata colrada, que imita el pa d'or en determinats elements i també en la faldilla. Aquesta, a més, està policromada amb motius florals al tremp, els quals es repeteixen en les mànigues de la camisa, aquí sobre un fons blanc que n'accentua els colors. És un tipus clàssic de decoració que imita les robes amb brodats dels segles xvi i xvii.
El conjunt respon a una tipologia iconogràfica habitual en la representació de sant Miquel vencent el diable. La temàtica, la decoració i l'estil del conjunt permetrien situar cronològicament la peça en l'època del barroc, a final del segle xvii o a la primeria del segle xviii.

## Procedència
L'escultura forma part de l'antic fons del Museu de Granollers. Consta en l'antic llibre de registre amb el número a-302 i és visible en les imatges del Museu quan estava instal·lat a la Casa Molina. Si bé no se'n té més informació, caldria relacionar-la amb els fons d'art ingressats al Museu durant la Guerra Civil, tal vegada procedent d'algun retaule de la comarca avui desaparegut. És notable la similitud estilística i formal amb una imatge de santa Llúcia conservada al Museu i procedent de Vilanova del Vallès. Tot i no figurar en els registres de béns procedents d'aquesta parròquia, l'escultura de sant Miquel podria ser
obra del mateix autor.